# Ricky Dixon
Richard "Ricky" Dixon (ur. 29 października 1969) – nikaraguański judoka. Olimpijczyk z Atlanty 1996, gdzie zajął trzynaste miejsce w wadze półśredniej.

## Letnie Igrzyska Olimpijskie 1996
| Konkurencja | Eliminacje          | Repasaże            | Klas. końcowa |
| Konkurencja | Przeciwnik I        | Przeciwnik I        | Miejsce       |
| ----------- | ------------------- | ------------------- | ------------- |
| 78 kg       | Stefan Dott (GER) P | Johan Laats (BEL) P | 13.           |